# Distrito de Fitzcarrald
El distrito de Fitzcarrald es uno de los cuatro que conforman la provincia de Manu en el departamento de Madre de Dios en el Sur del Perú. Su capital es la localidad de  Boca Manu, ubicada muy cerca de la desembocadura del río Manu.
Su nombre es un homenaje a Carlos Fermín Fitzcarrald, empresario cauchero y explorador peruano descubridor del istmo de Fitzcarrald.
Desde el punto de vista jerárquico de la Iglesia católica forma parte de la Vicariato Apostólico de Puerto Maldonado